# Ivan Rassimov
Ivan Rassimov (nacido Ivan Đerasimović, en serbio cirílico Иван Ђерасимовић; Trieste, 7 de mayo de 1938-Roma, 14 de marzo de 2003) fue un actor de cine italiano especializado en cine de horror y películas de explotación.
Nacido en Trieste de padres serbios, Velimir y Vera Đjerasimović (Petrijević),  hizo su debut en 1964 tras graduarse en el Actors' Studio de Roma.  Mayoritariamente interpretó a villanos en películas de Mario Bava (Terror en el espacio (1965), Sergio Martino, Umberto Lenzi Il paese del sesso selvaggio (1972) y Mangiati vivi! (1980), Mario Gariazzo (L'ossessa, 1974), y Ultimo mondo cannibale de Ruggero Deodato (1977), entre muchos otros títulos. Pero también hizo de galán para Sara Montiel.
Se retiró en 1987. Posteriormente, sufrió un accidente de motocicleta que finalmente le conduciría a la muerte.
Su hermana, Rada Rassimov, es actriz y productora de películas. Tiene un hermano más joven Milovan Djerasimović (1945-2012), profesor de música en Trieste.

## Filmografía
| Año  | Título                                                     | Dirigido por                                   | Personaje                                                      | Notas                     |
| ---- | ---------------------------------------------------------- | ---------------------------------------------- | -------------------------------------------------------------- | ------------------------- |
| 1964 | Super rapina a Milano                                      | Adriano Celentano                              | Como Ivan Rassimovich                                          |                           |
| 1965 | Terror en el espacio                                       | Mario Bava                                     | Carter                                                         |                           |
| 1966 | La strega in amore                                         | Damiano Damiani                                |                                                                |                           |
| 1966 | Un uomo a metà                                             | Vittorio De Seta                               |                                                                |                           |
| 1966 | La Biblia: En el Principio                                 | John Huston                                    | Jefe babilonio                                                 | No acreditado             |
| 1967 | Soledad                                                    | Mario Camus                                    |                                                                |                           |
| 1967 | Il ragazzo che sapeva amare                                | Enzo Dell'Aquila                               |                                                                |                           |
| 1967 | Cjamango                                                   | Edoardo Mulargia                               | Cjamango                                                       | Acreditado como Sean Todd |
| 1967 | No aspettare Django, spara                                 | Edoardo Mulargia                               | Django Foster                                                  | Acreditado como Sean Todd |
| 1968 | Se vuoi vivere... spara                                    | Sergio Garrone                                 | Django / Johnny Dall                                           | Acreditado como Sean Todd |
| 1969 | Sette baschi rossi                                         | Mario Siciliano                                |                                                                |                           |
| 1969 | Esa mujer                                                  | Mario Camus                                    | Carlos Alcántara                                               |                           |
| 1969 | Yo vigliacchi no pregano                                   | Mario Siciliano                                | Daniel                                                         | Acreditado como Sean Todd |
| 1970 | La lunga notte dei dissertori - I 7 de Marsa Matruh        | Mario Siciliano                                | Teniente Crossland                                             |                           |
| 1970 | Le tigri di Mompracem                                      | Mario Sequi                                    | Sandokan                                                       |                           |
| 1971 | Lo strano vizio della Signora Wardh                        | Sergio Martino                                 | Jean                                                           |                           |
| 1971 | La vendetta è un piatto che si sirve freddo                | Pasquale Squitieri                             | Perkins                                                        |                           |
| 1971 | Un omicidio perfetto a termine di lege                     | Tonino Ricci                                   | Abogado Burt                                                   |                           |
| 1972 | Todos los colores de la oscuridad                          | Sergio Martino                                 | Mark Cogan                                                     |                           |
| 1972 | Il tuo vizio è una stanza chiusa e solo io ne ho la chiave | Sergio Martino                                 | Walter                                                         |                           |
| 1972 | Il paese del sesso selvaggio                               | Umberto Lenzi                                  | John Bradley                                                   |                           |
| 1972 | Un bianco vestito per Marialé                              | Romano Scavolini                               | Massimo                                                        |                           |
| 1973 | Si può essere più bastardi dell'ispettore Acantilado?      | Massimo Dallamano                              | Insp. Acantilado                                               |                           |
| 1974 | Salvo D'Acquisto                                           | Romolo Guerrieri                               | Película de televisión                                         |                           |
| 1974 | Spasmo                                                     | Umberto Lenzi                                  | Fritz Bauman                                                   |                           |
| 1974 | L'ossessa                                                  | Mario Gariazzo                                 | Satan                                                          |                           |
| 1975 | Il lupo dei mari                                           | Giuseppe Vari                                  | Muerte Larsen                                                  |                           |
| 1976 | Inhibition                                                 | Paolo Poeti                                    | Peter                                                          |                           |
| 1976 | Roma a mano armata                                         | Umberto Lenzi                                  | Antonio 'Tony' Parenzo                                         |                           |
| 1976 | Quelli della calibro 38                                    | Massimo Dallamano                              | Marsigliese (versión italiana) / Ángel Negro (versión inglesa) |                           |
| 1976 | Emanuelle nera: Orient reportage                           | Joe D'Amato                                    | Príncipe Sanit                                                 |                           |
| 1977 | Ultimo mondo cannibale                                     | Ruggero Deodato                                | Rolf                                                           |                           |
| 1977 | Shock                                                      | Mario Bava                                     | Dr. Aldo Spidini                                               |                           |
| 1977 | Emanuelle - Perché violenza alle donne?                    | Joe D'Amato                                    | Dr. Malcolm Robertson                                          |                           |
| 1978 | Sono stato un agente C.I.A.                                | Romolo Guerrieri                               | Hombre de Maxwell                                              |                           |
| 1979 | L'umanoide                                                 | Aldo Lado y Enzo G. Castellari (no acreditado) | Lord Graal                                                     |                           |
| 1980 | Mangiati vivi!                                             | Umberto Lenzi                                  | Jonas Melvyn                                                   |                           |
| 1981 | I figli... so' pezzi 'e core                               | Alfonso Brescia                                | Lorenzo Berisio                                                |                           |
| 1982 | Ciao nemico                                                | Enzo Barboni                                   | Soldado Russ Baxter                                            |                           |
| 1983 | I predatori di Atlantide                                   | Ruggero Deodato                                | Bill Cook                                                      |                           |
| 1984 | Torna                                                      | Stelvio Massi                                  |                                                                |                           |
| 1984 | Buio nella valle                                           | Giuseppe Fina                                  | Miniserie                                                      |                           |
| 1985 | I cinque del Condor                                        | Umberto Lenzi                                  | Marius                                                         |                           |
| 1987 | Appuntamento a Trieste                                     | Bruno Mattei                                   | Miniserie                                                      |                           |
| 1987 | Camping del terrore                                        | Ruggero Deodato                                | Sheriff Ted                                                    |                           |